# Pellegrino Ghigi
Pellegrino Ghigi (* 29. November 1899 in Ravenna; † 1995) war ein italienischer Diplomat.

## Leben
Pellegrino Ghigi wurde 1921 an der Universität Bologna in Rechtswissenschaften promoviert. Er trat 1924 in den auswärtigen Dienst ein, von 1926 bis 1932 wurde er beim Unterstaatssekretär für die Auswärtigen Angelegenheiten Dino Grandi beschäftigt. Im Juli 1932 wurde er zum außerordentlichen Gesandten und Ministre plénipotentiaire ernannt und wurde bis Juli 1935 Generalkonsul in der internationalen Zone von Tanger.
Von Juli 1935 bis Juni 1936 war er italienischer Gesandter in Kairo im Königreich Ägypten bei Fu'ād I. Vom 27. Oktober 1937 bis 1938 war er Geschäftsträger in Wien und berichtete Galeazzo Ciano als Aldus von einem Besuch Kurt Schuschniggs am 11. Februar 1938 auf dem Obersalzberg. Von 1938 bis 1941 war er Gesandter in Bukarest. Vom 6. Mai 1941 bis September 1943 war er Bevollmächtigter in Athen. Nach der Besetzung berichtete er am 2. Oktober 1941 an Galeazzo Ciano: „Die Bedingungen in Griechenland sind sie immer elend genug Anlass zur Besorgnis“. Er rettete 329 Juden von Thessaloniki, darunter 48 mit italienischer Staatsangehörigkeit.
Am 15. November 1945, nachdem die Kampfhandlungen in Griechenland von den deutschen Truppen gegen die Demokratische Armee Griechenlands auf das Griechische Heer übergingen, wurde er in Untersuchungshaft genommen. Die griechischen Behörden ermittelten wegen Verbrechen gegen die Menschlichkeit. Das Kabinett De Gasperi V drohte, Reparationszahlungen an die Regierung von Themistoklis Sofoulis einzubehalten, wenn ein Italiener verurteilt würde, mit dem Ergebnis, dass die Ermittlungen gegen Italiener eingestellt wurden.
Vom 27. Juli 1958 bis 5. Mai 1961 war er Botschafter bei Francisco Franco.